# Quinta colonna (miniserie televisiva)
Quinta colonna è uno sceneggiato televisivo del 1966, diretto da Vittorio Cottafavi ed ispirato all'omonimo romanzo di Graham Greene. Dal libro era già stato tratto un film di Fritz Lang, Il prigioniero del terrore.

## Trama
La storia narra del signor Rowe, coinvolto nelle trame dello spionaggio nazista degli anni 1940. Nel tentativo di far luce sulla sua vicenda e sul ruolo che dovrebbe ricoprire, l'uomo finirà al centro di una complicata storia che, partendo da un presagio annunciatogli da una zingara, finirà col vederlo protagonista di una struggente storia d'amore, di una perdita della memoria e di un conseguente ricovero in un ospedale psichiatrico. Solo al termine della storia il protagonista, giungerà ad un parziale chiarimento della sua posizione.

## Cast
Il cast è composto da attori italiani di estrazione cinematografica e teatrale. Raoul Grassilli interpreta il protagonista Arthur Rowe, affiancato da Giulia Lazzarini, Tino Schirinzi, Renato De Carmine, Tino Carraro e Siria Betti.